# Dingsda-Verlag
Der Dingsda-Verlag wurde im September 1990 von Joachim Jahns in Querfurt gegründet. Bei der Wahl des Verlagsnamens bezog er sich auf den ebenfalls in Querfurt geborenen Dichter Johannes Schlaf, der seine Heimatstadt „Dingsda“ nannte. 2004 nahm der Verlag seinen Sitz in der Buchstadt Leipzig.

## Werke und Autoren
Im Dingsda-Verlag erschienen unter anderem Totschlag (1994) von Erik Neutsch, Absturz ins Leben (1994) von Walter Lehweß-Litzmann, Die Schwalben der Kindheit (1995) von Rudolf Scholz, die Streitgespräche Unendliche Wende (1998) von Hermann Kant und Gerhard Zwerenz  und Die grundsätzliche Differenz (1999) von Sahra Wagenknecht und Gerhard Zwerenz, Die Mythen der Modernisierer (2001) von Sahra Wagenknecht, Höhlen Heiligtümer Kannibalen (2005) von Günter Behm-Blancke, Der Warschauer Ghettokönig (2009), Erwin Strittmatter und die SS, Günter Grass und die Waffen-SS (2011), Erwin Strittmatter und der böse Krieg (2012) sowie Die Kirschs oder Die Sicht der Dinge (2016) von Joachim Jahns, Verteidigungsrede oder Selbstlob der Gicht. Elegie auf den Tod Albrecht Dürers (2013) von Willibald Pirckheimer und das Kunstbuch Rätsel Dali (2019) von Juliane Jahns.
Weitere Autoren des Verlags sind unter anderem Gerhard Branstner, Kurt Zeising, Gertraude Clemenz-Kirsch, Louise von François, Reinhold Andert, Christa Gießler, Christine Ostrowski, Anneliese Probst, Traute Richter, Peter Biele, Reinhard Stöckel, Hermann Größler, Thomas Zunkel, Willi Sitte und Lisl Urban.